# Свято-Василівський собор (Овруч)
Свято-Василівський собор в Овручі — православний (УПЦ МП) храм у місті Овручі (районний центр Житомирської області), цінна давня археологічна, історико-архітектурна і сакральна пам'ятка міста і регіону. Це один з найдавніших українських храмів з напівлегендарною понад 1000-літньою історією, що у теперішній час являє реконструкцію давньоруської церкви, здійснену на початку ХХ століття російським архітектором-творцем «неоросійського» стилю О. В. Щусєвим.
Розташований у середмісті Овруча за адресою: вул. Василівська, 2, м. Овруч (Житомирська область, Україна).

## Опис

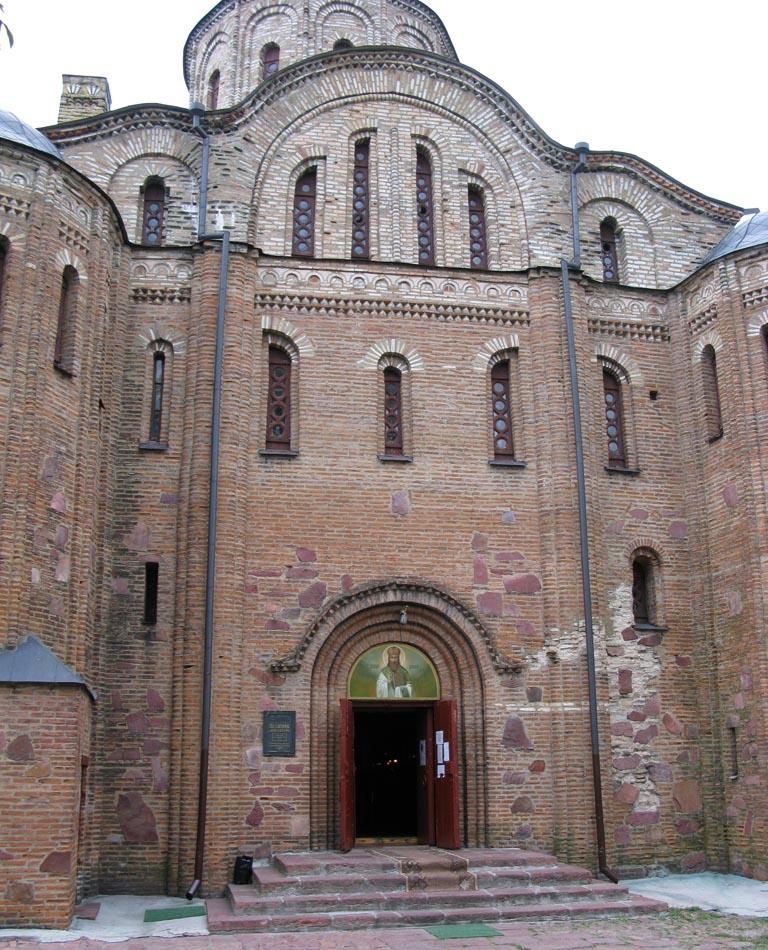
Головний фасад церкви

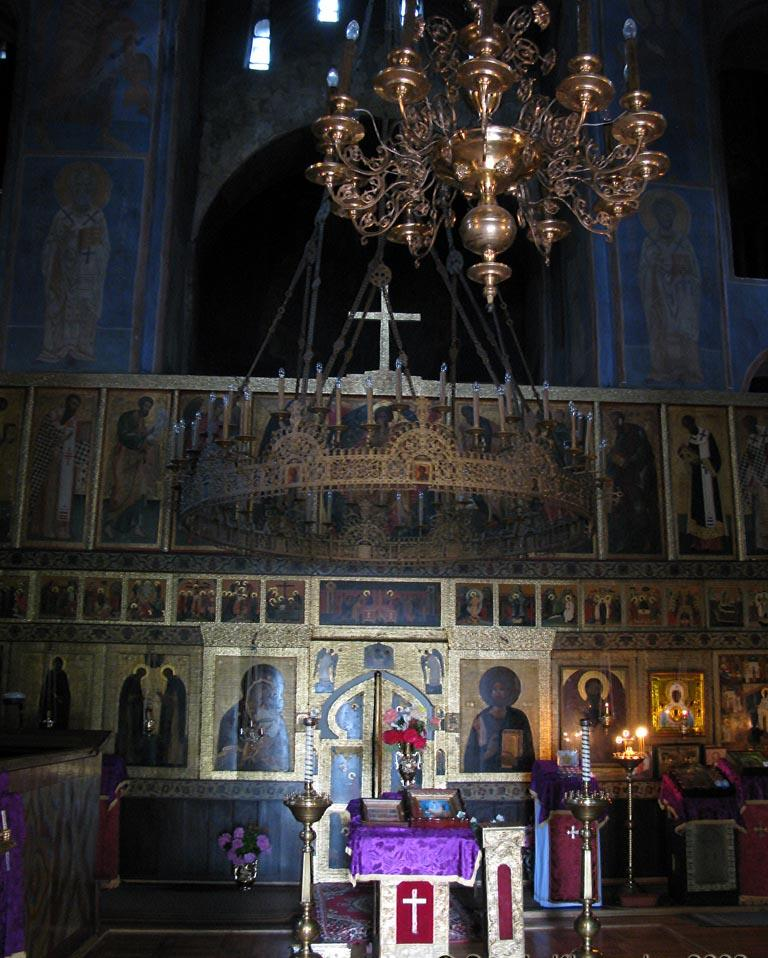
Усередині храму

Пам'ятка архітектури національного значення «Василівська церква та монастирські споруди».
Нинішня Свято-Василівська церква в Овручі — результат реставрації 1907—1909 років, виконаної за проектом архітектора О. В. Щусєва.
Культову споруду виконано в первинних формах, проте завершення було помилково зроблено за типом чернігівських церков середини XIII століття, тобто зі зниженими арками.
Всі надійні древні частини руїн включені в нову кладку без змін. Купол, дві вежі й апсиди покриті свинцевими листами, головний дах — листовим залізом. Купол позолочений. Замість дерев'яних (як за давнини) були встановлені залізні зв'язки, задля імітації дерева обшиті дошками. Цеглу стародавнього зразка виготовляли на місцевій цегельні. Наново були покладені сходи на хори у вежах. Хід у південній стіні зроблений за подобою північного, який частково зберігся.
Долівку поклали на рівні стародавнього порогу і вимощено місцевим кварцитом. Біля стін, що збереглися, покладені стародавні шиферні плити. Скобянку виконали, ґрунтуючись на старі малюнки й зразки.
Овруцький Свято-Василівський собор — чотиристовпний, хрестовокупольний, однобанний храм. До західного фасаду примикають дві круглих у плані сходові вежі — унікальне явище для XII століття. Вежі й апсиди розчленовані профільованими вертикальними тягами, а фасади — пучковими пілястрами складного профілю та декоровані рядами поребрика і аркатурним поясами.
У реконструкції культової споруди був використаний цікавий прийом декорації фасадів — інкрустація стін камінням, утопленим у цегляну кладку і відшліфованим з лицьової поверхні. Цей прийом, відомий гродненським зодчим, є свідченням зв'язку двох міст на Київському торговому шляху. Уздовж північної та південної стін інтер'єру збереглися галереї, які мали оборонне призначення (аналогії у Борисоглібській церкві у місті Гродні).
У інтер'єрі пам'ятки збереглися фрагменти стародавніх фрескових розписів, що мали позолоту. У 1910—11 роках храм був розписаний художником А. П. Блазновим фресками за зразком новгородської Спасо-Нередицької церкви. Одну з композицій виконав художник Д. С. Стеллецький. Розписи — у графічній манері з яскравою гамою фарб.
У період реставрації при церкві був побудований жіночий Василівський монастир, споруди якого, розташовані на південний схід від храму, виконані у формах псковської архітектури за проектом архітектора В. Н. Максимова.

## Історія
Мурований собор святого Василя було споруджено в Овручі близько 1190 року князем Рюриком Ростиславичем. Він постав на місці старої дерев'яної церкви (за переказами, побудованої 997 року рівноапостольним Великим князем Володимиром Святославичем, який отримав при хрещенні ім'я Василь).
Церкву, мабуть, зводив Петро Милоніг, придворний зодчий Рюрика Ростиславича. Храм входив до палацового комплексу князя. Спочатку купол храму був позолочений і церкву в народі називали «Золотоверхою».

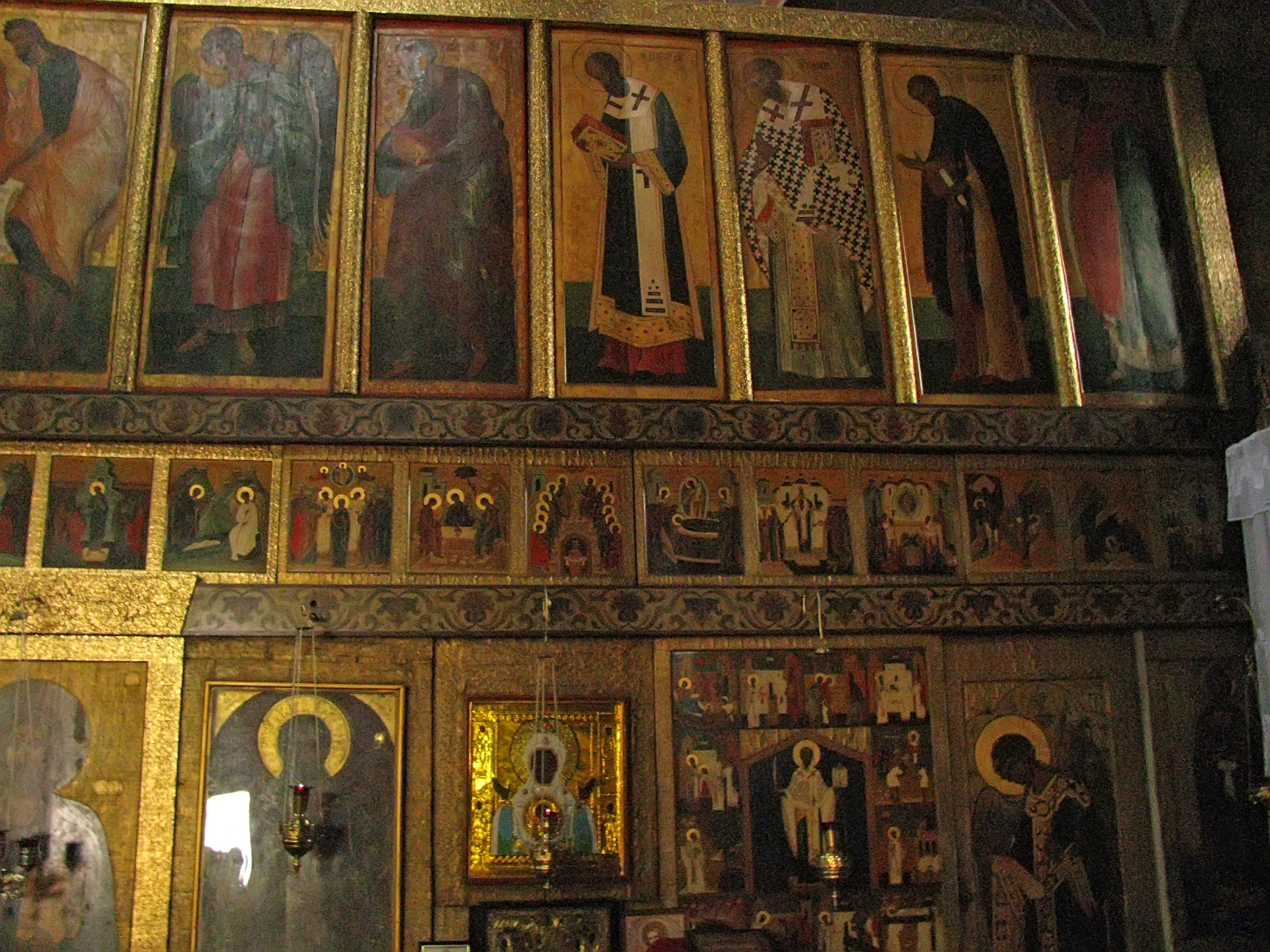
Церква Св. Василія (мур.), Овруч, всередині

Храм неодноразово піддавався розоренню. Двічі на нього нападали татари, а 1321 року храм зруйнував литовський князь Гедимін.
У XVI столітті серед руїн була побудована дерев'яна церква, яка незабаром згоріла. Наступна дерев'яна церква, збудована на тому ж місці, в 1734 році була розібрана по старості.
У 1848 році впали склепіння храму-руїни, від давньоруської церкви залишилося три апсиди й частина північної стіни. Але вже на кінець XIX століття церкву було практично зруйновано.
1876 року біля північної стіни побудована Василівська каплиця, розібрана на початку 1900-х років.

Хрест на пам'ять святкування 1000-річчя Свято-Василівського храму (997—1997)

У 1907—1909 роках російський архітектор О. В. Щусєв склав проект реставрації і виконав справді ювелірну роботу — він реставрував храм, по цеглинці збираючи залишки північної стіни, на основі ретельних досліджень П. П. Покришкіна (виконавцями робіт виступили архітектори А. А. Веснін та В. М. Максимов). Кошти на відновлення храму збирали всі православні церкви Російської імперії, значні пожертви робили владоможці (так, російський імператор Микола II вніс 10 000 рублів пожертвувань і велике панікадило).
Таким чином Василівській церкві Овруча було повернуто первісний вид. Тоді ж біля храму було збудовано двоповерховий корпус келій жіночого монастиря, трапезну та дзвіницю. У розписі інтер'єру брали участь відомі художники К. Петров-Водкін, Ф. Волков, Б. Максимов. На освячення реконструйованої церкви приїжджав цар Микола II. У 1910 році О. В. Щусєву було присвоєно звання академіка архітектури за вдалу за результатами та оригінальну за методом реставрацію храму в Овручі.
Після реставрації при храмі відкрили жіночу обитель, що діяла до 1935 року, коли її було закрито радянською владою.
Обитель знову діяла у період Другої світової війни і у перше повоєнне десятиріччя — протягом 1944—59 років.
У 1990 році овруцький Василівський храм був освячений і відкритий для богослужінь. У будівлі при церкві наразі діє жіночий монастир.
У 1997 році на території овруцького Свято-Василівського собору був встановлений хрест на пам'ять святкування 1000-річчя Свято-Василівського храму, перед яким — гранітна плита зі словами молитви Св. князя Володимира при прийнятті ним хрещення.

## Виноски
1. ↑  Про охорону культурної спадщини. Офіційний вебпортал парламенту України (укр.). Процитовано 22 серпня 2024.
2. ↑  Про впорядкування справи обліку та охорони пам'ятників архітектури на території Української РСР. Офіційний вебпортал парламенту України (укр.). Процитовано 22 серпня 2024.
3. ↑  Василівська церква в Овручі [Архівовано 8 січня 2014 у Wayback Machine.] на www.nedaleko.ua (Туризм і відпочинок в Україні і ближньому зарубіжжі) [Архівовано 30 серпня 2011 у Wayback Machine.]